# Lachlan Macquarie

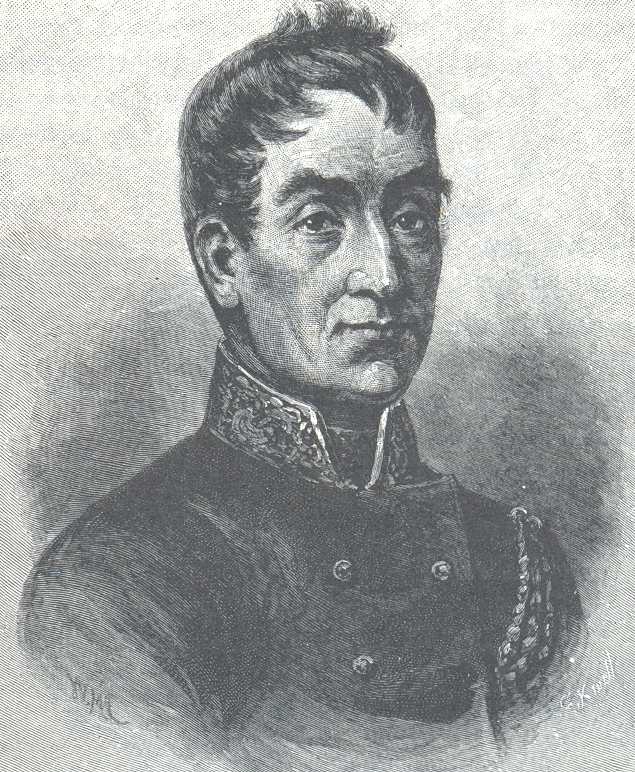
Lachlan Macquarie.

Lachlan Macquarie (31 de enero de 1762-1 de julio de 1824) fue un oficial del ejército británico y administrador colonial de Escocia. Macquarie fue el quinto gobernador de Nueva Gales del Sur entre 1810 y 1821, teniendo un papel destacado en el desarrollo social, económico y arquitectónico de la colonia. Los historiadores consideran que tuvo una influencia crucial en la transición de Nueva Gales del Sur de colonia penal a asentamiento libre y, por tanto, que desempeñó un papel importante en la configuración de la sociedad australiana a principios del siglo XIX. Aunque Macquarie en teoría expresó su deseo de que los aborígenes fueran tratados con amabilidad, en 1816 dio órdenes que condujeron a la masacre de Gundungurra, Dharawal en Appin y la masacre de Appin, durante las guerras de Hawkesbury y Nepean.